# Juda II.
Juda II. (~235–250), auch Juda Nesi'a (רבי יהודה נשיאה), war ein jüdischer Patriarch.
Juda II. bzw. Jehuda II. gehörte zur ersten Generation (ca. 230–250 n. Chr.) der Amoräer in Palästina. 
Er war Schüler und Enkel von Jehuda ha-Nasi und Sohn und Nachfolger von Gamaliel III. als Nasi. Juda II. ist auch bekannt als Juda Nesi'a oder Rabbi, ist aber von seinem Großvater Juda I. zu unterscheiden (Jehuda ha-Nasi = Rabbi). 
Allerdings wird auch Juda III. als Juda Nesi'a bezeichnet.